# Parco etnoculturale Suvar
Il parco Etnoculturale Suvar è un parco tematico della repubblica della federazione russa della Ciuvascia. È situato sulla riva sinistra del fiume Volga, nei pressi della città di Čeboksary, nel complesso di tutela della salute Ciuvascia. Fondato nel 1993 è punteggiato da enormi sculture in legno. Finora, nell'etnoparco sono già state installate 120 sculture in legno Yuppa, per consentire ai visitatori di familiarizzare con la storia, la mitologia e il simbolismo. Creatore dell'etnoparco, nonché autore-scultore della maggior parte delle opere, è l'artista ciuvascio Nikolaj Mihajlovič Baltaev, meglio conosciuto col nome d'arte, Paltaj Mikuçĕ.

## Esposizioni
Il parco è diviso in tre sezioni, Yltăn tu (la Montagna dorata), Kĕmĕl tu (la Montagna d'argento) e Păhăr tu (la Montagna del rame). Ognuna delle sezioni del parco ha raggiunto una scena alla scultura present

## Eventi

### Simposi di scultori
Nei laboratori etnocolutruali del parco ogni anno vengono organizzati simposi di scultori e artisti ciuvasci, con cerimonie dedicate alla scultura lignea. L'obiettivo principale consiste nel comprendere e mantenere le tradizioni spirituali e artistiche del popolo ciuvascio.
Per 10 giorni, ogni partecipante è invitato a scolpire tronchi in quercia spessi dai 2,5 ai 3 m, con soggetti che riflettono i concetti filosofici, storici e mitologici del popolo ciuvascio. Nelle opere, un profondo e combinato simbolismo si concretizza, sia nella forma scultorea, che negli ornamenti. Nell'ultimo giorno del simposio, a lavori terminati, le opere vengono installate nel parco etnoculturale. Ogni anno partecipano al convegno un'équipe di esperti e di inviati: docenti universitari, esperti di folclore e giornalisti.

## Artisti partecipanti
- Paltaj Mikuçĕ (N. M. Baltaev)
- Ètker Slavikĕ
- Santr Pikl (A. I. Alekseev)
- Enčĕk Petĕrĕ (Košelev Pëtr)
- Matur Hĕvetĕrĕ (F. I. Madurov)
- Avanmart Pajtul
- Hĕrlĕ Mišši (Krasnov Mihail)
- Ivanov Aleksandr
- Jăvan Pikl (I. A. Alekseev)
- Èrivan Vaççi (Èrivanov Vasilij)
- Jĕkĕm Ženi (Akimov Evgenij)
- Yltăn Sĕruš (S. V. Semënov)
- Slava Uraken
- Hĕçlĕ kurak Jurkki (Frolov Jurij)
- Tymarlan Pilĕ
- Annuška Vaççi (Kuz'min Vasilij)
- Pupin Kĕrkuri (G. S. Pupin)
- Nimĕç Slavikĕ (Nemcev Vjačeslav)
- Tu Ulači (Nagornov Vladimir)
- Matras Jurkki (Ju. P. Matrosov)
- Praski Vitti (V. P. Petrov)
- Čak Lëni (Nikolaev Leonid)
- Frolov Jurij
- Çtapan Tuli (Stepanov Anatolij)
- Kenin (Fomirjakov, Georgij Gennad'evič)
- Kĕker Koli;
- Pupin Petĕrĕ (P.S. Pupin)
- Baltaj Asamačĕ (A. N. Baltaev)
- Baltaj Attilĕ (A. N. Baltaev)